# Stadion v Jiráskově ulici
Das Stadion v Jiráskově ulici (deutsch Stadion in der Jirásek-Straße) ist ein Fußballstadion in der früheren Bergbaustadt Jihlava, Tschechien. Es ist die Spielstätte des örtlichen Fußballvereins FC Vysočina Jihlava, der derzeit in der erstklassigen Synot Liga beheimatet ist. Die Sportstätte wurde ursprünglich mit einer Leichtathletikanlage errichtet.

## Geschichte
Die Anfänge des Stadions liegen in den 1950er Jahren. Der damalige Verein ZSJ Jihlava erwarb ein Gelände, auf dem das Stadion entstehen sollte. Am 10. September 1951 begannen die Arbeiten am Gelände. Im Verlauf der Erdarbeiten stieß man kurze Zeit später am 28. November auf eine Pipeline, was das Bauvorhaben zum Stillstand brachte. Nach einem Bauverbot musste der Verein sich einen neuen Standort suchen. Auf einem neuerworbenen Gelände, näher zum Stadtzentrum gelegen, konnte der Bau starten. Das Stadion sollte 1953 fertiggestellt werden, jedoch verzögerte sich dies bis Ende 1955. Schon im Sommer des Jahres fand eine Spartakiade mit 10.000 Turnerinnen und Turnern vor 15.000 Zuschauer im Neubau statt.
In der ersten Hälfte der 1970er Jahre wurden mehrere Bau- und Renovierungsarbeiten durchgeführt. Hinter der Nordkurve wurde zwischen 1970 und 1972 ein Trainingsplatz gebaut. Von 1971 bis 1974 wurde das Stadion v Jiráskově ulici modernisiert. Die Einweihung und das erste Spiel fand am 11. August 1974 gegen den FC Bohemians Prag statt. Im Sommer 1974 begannen die Bauarbeiten für die Längstribüne im Südwesten. Nachdem der Bau zügig voranging, konnte am 7. Juni 1975 der Rang eingeweiht werden. Die 80 Meter lange Tribüne verfügte damals über 640 Sitz- und 2000 Stehplätze. Weitere Verbesserungen, wie eine neue Leichtathletikanlage 1986/87, wurden in den 1980er Jahren getätigt. 2002 wurden das Verwaltungsgebäude und die Umkleidekabinen renoviert.
Der FC Vysočina Jihlava schaffte 2005 erstmals den Aufstieg in die höchste tschechische Fußballklasse, der früheren Gambrinus Liga. Für die Anforderungen der Liga, unter anderem Flutlichtanlage und mindestens 4.000 Sitzplätze, musste das alte Stadion v Jiráskově ulici umgebaut werden. Der Verein erhielt eine Sondergenehmigung für die Saison 2005/06. In der Zwischenzeit hatte der Club Zeit, das Stadion den Vorschriften der Liga anzupassen. Wenn der Verein die Frist hätte verstreichen lassen, hätte man die Ligaspiele in einem anderen Stadion austragen müssen.
Im Norden des Stadions entstanden in der Kurve direkt hinter dem Tor ein überdachter Zuschauerrang mit Sitzplätzen und 130 rückseitig gelegene Parkplätze. Zur Einweihung des Neubaus gegen den FC Zenit Čáslav (2:0) am 13. Oktober 2006 kamen zum Spiel der zweitklassigen Druhá fotbalová liga 3.100 Zuschauer. Das installierte Flutlicht besitzt eine Beleuchtungsstärke von 1.200 Lux. 2012 wurde das Spielfeld mit einer Rasenheizung ausgerüstet.

## Tribünen
Momentan fasst das Stadion 4.155 Zuschauer. Im Bereich A4 und A5 befinden sich die Plätze für die Rollstuhlfahrer. Die kleine V.I.P.-Tribüne thront auf dem Verwaltungsgebäude des Stadions im Osten.
- Tribüne A: 1.028 überdachte Sitzplätze (Sektor A2, A3, A4) und 312 unüberdachte Plätze (Sektor A0, A1, A5)
- Tribüne B: 2.432 überdachte Sitzplätze (Sektor B1 bis B5)
- Tribüne C: 83 überdachte Sitzplätze (V.I.P.-Rang)
- Tribüne D: 300 überdachte Sitzplätze (Gästeblock)